# پخش زنده شنبه شب ویژه چهلمین سالگرد
پخش زنده شنبه شب ویژه چهلمین سالگرد (انگلیسی: Saturday Night Live 40th Anniversary Special) یک قسمت سه‌ونیم ساعته ویژه است که در تاریخ ۱۵ فوریه ۲۰۱۵ از ان‌بی‌سی برای جشن چهل‌سالگی پخش زنده شنبه شب برگزار شد.